# Lars Jacobsen
Lars Christian Jacobsen (Odense, 1979. szeptember 20.) dán labdarúgó.

## Pályafutása

### Klubcsapatokban

#### Dánia és Németország
Jacobsen szülővárosa csapatában, az Odense BK-ban kezdett futballozni. Hamar kiderült, hogy rendkívül tehetséges, szinte az összes korosztályos dán válogatottat megjárta. 1996-ban került fel az első csapat keretéhez. Igazi áttörést az 1997–98-as szezon hozott a számára, 15 mérkőzésen léphetett pályára a felnőttek között, de csapata kiesett a másodosztályba. A következő idényben p is kivette a részét a feljutás kiharcolásából. Az Odensével 2001-ben érte el a legkomolyabb sikerét, amikor megnyerték a dán kupát. A döntőben 2–0-ra verték az FC Københavnt, és Jacobsent választották a meccs legjobbjának.
A kupasiker után Németországban, a Hamburger SV-nél próbált szerencsét, de a klubváltás nem bizonyult jó döntésnek. Másfél év alatt mindössze 22 bajnoki mérkőzésen játszhatott. 2003 telén visszatért Dániába, a Københavnhoz. A 2-es számú mezt kapta meg és hamar bejátszotta magát a kezdőbe. A 2005–06-os idényben bajnokságot nyert a koppenhágaiakkal. A szezon során 33 mérkőzésen segítette csapatát.
A Bajnokok Ligájában mutatott teljesítményével több csapat figyelmét is felhívta magára, 2006 telén az Everton, a Paris Saint-Germain és korábbi klubja, a Hamburg is megpróbálta leigazolni. Ő azonban úgy döntött, hogy szerződése lejártáig, 2007 júniusáig az FC Københavnnál marad. 2007 júliusában az 1. FC Nürnberg játékosa lett. Sérülései miatt alig kapott lehetőséget a németeknél, csapata pedig kiesett a Bundesligából. 2008 nyarán szerződést bontott a klubbal.

#### Anglia
Jacobsen 2008 augusztusában az angol Evertonhoz igazolt. Egyéves szerződést kapott a liverpooliaktól és a 15-ös számú mez lett az övé. Vállsérülése miatt a szezon nagy részét ki kellett hagynia. 2009. március 21-én, a Portsmouth ellen mutatkozott be. A 2009-es FA-kupa-döntőn csereként lépett pályára. Június 29-én a Blackburn Rovershez igazolt. 2010 nyarán a szintén angol első osztályú West Ham Unitedhez szerződött.

### A válogatottban
Jacobsen az U16-os, U17-es, U19-es és U21-es válogatottban is szerepelt. A felnőtt válogatottba először 2006 tavaszán hívta be Morten Olsen szövetségi kapitány. 2006. március 1-jén, egy Izrael elleni barátságos meccsen debütált. A dánok következő hét meccsén kivétel nélkül pályára lépett, de ezután Olsen úgy döntött, kihagyja a København játékosait a csapatból, hogy ezzel segítse a gárda Bajnokok Ligája-szereplését.

#### Góljai a dán válogatottban
| #  | Dátum            | Ellenfél  | Eredmény | Kiírás              | Esemény |
| -- | ---------------- | --------- | -------- | ------------------- | ------- |
| 1. | 2006. február 1. | Dél-Korea | 3 – 1    | Barátságos mérkőzés | 45'     |
| 2. | 2011. október 7. | Ciprus    | 4 – 1    | Eb-selejtező        | 7' 82'  |

## Sikerei, díjai
Odense BK
- Dán másodosztály bajnok: 1998–99
- Dán kupagyőztes: 2001

 Hamburger SV
- Német ligakupa-győztes: 2003

 København
- Dán bajnok: 2003–04, 2005–06, 2006–07, 2012–13
- Dán kupagyőztes: 2003–04, 2011–12
- Royal League-győztes: 2004–05, 2005–06
- Dán szuperkupa-győztes: 2004

 Everton
- Angol Kupa ezüstérmes: 2008–09

## Külső hivatkozások
- Lars Jacobsen adatlapja a West Ham United honlapján
- Lars Jacobsen pályafutásának statisztikái a Soccerbase oldalon (angolul)

- Lars Jacobsen válogatottbeli statisztikái a DBU.dk-n Archiválva 2012. július 20-i dátummal a Wayback Machine-ben
- Lars Jacobsen pályafutásának statisztikái a FussballDaten.de-n
- Lars Jacobsen adatlapja a FootballDatabase.com-on

## Fordítás
- Ez a szócikk részben vagy egészben  a   Lars Jacobsen című angol Wikipédia-szócikk fordításán alapul.  Az eredeti cikk szerkesztőit annak laptörténete sorolja fel. Ez a jelzés csupán a megfogalmazás eredetét és a szerzői jogokat jelzi, nem szolgál a cikkben szereplő információk forrásmegjelöléseként.